# Swedish Open 1970
Die Swedish Open 1970 im Badminton fanden vom 10. bis zum 11. Januar 1970 in Norrköping statt. Es war die 15. Austragung der Titelkämpfe.

## Sieger und Platzierte
| Disziplin    | Gold                                | Silber                                         | Bronze                              |
| ------------ | ----------------------------------- | ---------------------------------------------- | ----------------------------------- |
| Herreneinzel | Svend Pri                           | Sture Johnsson                                 | Kurt Johnsson                       |
| Herreneinzel | Svend Pri                           | Sture Johnsson                                 | Erland Kops                         |
| Dameneinzel  | Eva Twedberg                        | Jette Føge                                     | Eva Carlsen                         |
| Dameneinzel  | Eva Twedberg                        | Jette Føge                                     | Margaret Boxall                     |
| Herrendoppel | Svend Pri Per Walsøe                | Elo Hansen Poul Petersen                       | Klaus Kaagaard Jørgen Mortensen     |
| Herrendoppel | Svend Pri Per Walsøe                | Elo Hansen Poul Petersen                       | Henning Borch Erland Kops           |
| Damendoppel  | Margaret Boxall Gillian Perrin      | Imre Rietveld Nielsen Pernille Mølgaard Hansen | Eva Carlsen Eva Twedberg            |
| Damendoppel  | Margaret Boxall Gillian Perrin      | Imre Rietveld Nielsen Pernille Mølgaard Hansen | Karin Jørgensen Ulla Strand         |
| Mixed        | Per Walsøe Pernille Mølgaard Hansen | Elo Hansen Karin Jørgensen                     | Klaus Kaagaard Ulla Strand          |
| Mixed        | Per Walsøe Pernille Mølgaard Hansen | Elo Hansen Karin Jørgensen                     | Henning Borch Imre Rietveld Nielsen |

## Finalergebnisse
| Disziplin    | Sieger                              | Finalist                                       | Ergebnis          |
| ------------ | ----------------------------------- | ---------------------------------------------- | ----------------- |
| Herreneinzel | Svend Pri                           | Sture Johnsson                                 | 0–15, 15–3, 15–5  |
| Dameneinzel  | Eva Twedberg                        | Jette Føge                                     | 11–2, 5–11, 11–2  |
| Herrendoppel | Svend Pri Per Walsøe                | Elo Hansen Poul Petersen                       | 15–5, 11–15, 15–1 |
| Damendoppel  | Margaret Boxall Gillian Perrin      | Imre Rietveld Nielsen Pernille Mølgaard Hansen | 15–9, 15–1        |
| Mixed        | Per Walsøe Pernille Mølgaard Hansen | Elo Hansen Karin Jørgensen                     | 3–15, 15–5, 15–8  |